# Discoshock (canción)
Discoshock es una canción del músico argentino Charly García, presentada con su grupo Serú Girán en 1978, aunque pertenece por repertorio a Billy Bond and the Jets en el álbum homónimo lanzado y editado en 1979, pero tuvo su presentación en el grupo en el Estadio Obras Sanitarias. Es reconocida por la pobre popularidad conseguida en ambas agrupaciones, llevado a durísimas críticas.

## Interpretación
La canción es una ironía de la música disco que era odiada por los rockeros, pero a la vez el ritmo de la canción es disco. Esto generaría confusiones en el público tanto brasileño como el argentino.

## Opiniones previas al debut de Serú Girán
Tras terminar la grabación de lo que sería el debut discográfico del grupo, el conjunto quedó entusiasmado: su contextura era una fusión de jazz-rock con música del Brasil. Pedro Aznar comentaba: «...cuando apareció ese álbum, la prensa le dio una importancia infernal, se creó todo una caso... había un inmovilismo total». La revista Pelo, una de las revistas más especializadoras de la época, decía: «"Serú Girán" es un álbum compacto, extremadamente pulido en su producción, a pesar de lo cual suena menos armado que La Máquina de Hacer Pájaros. (...) Serú Girán debuta con un buen álbum. Una música que trasluce los nuevos horizontes de García y sus nuevos compañeros de ruta.»

## Presentación en Brasil
Durante su estadía en San Pablo, para luego instalarse definitivamente en Búzios, en una casita que alquilan a las orillas del mar. Charly, un músico clásico decantado en roquero, Lebón, un roquero formado entre U.S.A y Argentina, Moro un prócer del Rock Argentino, y Aznar un joven bajista prodigio del jazz fusión, tan popular por ese entonces serían a la postre Serú Girán. Durante las sesiones de grabación del disco graban como la banda The Jets en el disco Billy Bond and the Jets de Billy Bond, en el cual se incluirían el hasta hoy inédito, pero muy tocado en vivo «Loco (no te sobra una moneda)», y el tema por el cual Serú sería terriblemente juzgado y condenado en su recital debut: «Discoshock». De la grabación del disco en Brasil con Billy Bond quedaron registros de temas que Serú Girán solía tocar en vivo pero nunca grabó y que el mismo Billy Bond usaría en sus siguientes discos, Billy Bond & The Jets, O Heroi y Quiénes son ellos, como es el caso del ya mencionado «Loco (no te sobra una moneda)» y la versión completa de «Voy a mil» cantada en portugués por Billy Bond. El resultado final del disco fue una fusión de rock y jazz con música brasileña. También contaron con la colaboración de Daniel Goldberg, quien tenía a su cargo los arreglos orquestales y la dirección de la orquesta de 24 músicos que participó en algunos temas como «Serú girán» o «Eiti leda».

## Músicos

### Versión de Billy Bond and the Jets
- Billy Bond: voz líder
- Charly García: teclados y coros
- David Lebón: guitarra y coros
- Oscar Moro: batería
- Pedro Aznar: bajo

### Versión de Serú Girán
- Charly García: teclados y voz
- David Lebón: guitarra y voz
- Oscar Moro: batería
- Pedro Aznar: bajo